# Варвара Илиопольская
Варва́ра Илиопо́льская (Варвара Никомиди́йская, греч. Βαρβάρα της Νικομηδείας; 273, Никомедия — 306, Никомедия, Ялова) — христианская великомученица. Верующими почитается как защитница от внезапной и насильственной смерти.
Почитается Православной, Католической, Коптской, Армянской и Англиканской церквями как святая. В Католической церкви входит в число четырнадцати святых помощников. В Православной церкви её память совершается 4 (17) декабря, согласно Типикону — шестеричным богослужением, хотя в приходской практике Русской православной церкви чаще служится более торжественный полиелей. В Католической церкви память совершалась 4 декабря.
14 февраля 1969 года папа римский Павел VI апостольским посланием Mysterii Paschalis удалил из католического календаря имя Варвары с формулировкой: «ее деяния совершенно невероятны, и среди ученых существует много разногласий по поводу того, где она приняла мученическую смерть».
В честь святой Варвары названо множество географических пунктов (Санта-Барбара, Айия-Варвара), а также астероид (234) Барбара, открытый в 1883 году.

## Краткое житие
Святая Варвара жила в III веке в городе Илиополе Финикийском. Её отец — Диоскур (Диоскор) — был представителем аристократии в Малой Азии при императоре Максимиане. Он запер Варвару, отличавшуюся особенной красотой, в башне, чтобы скрыть её от посторонних глаз. В период заточения Варвара, изучая окружающий мир, который был виден ей из окон, пришла к мысли о существовании Единого Создателя. Когда отец в целях её замужества разрешил ей выходить из башни, Варвара познакомилась с христианами Илиополя и приняла крещение.
Когда её отец-язычник Диоскур узнал о христианском вероисповедании дочери, он разозлился и отвёл Варвару к правителю города Мартиану. Её заставляли отречься от христианской веры, но она отказалась. Варвару подвергли жестоким мучениям: бичевали воловьими жилами, раны растирали власяницей, опаляли огнём. Правитель города Мартиан дал отцу право свершить суд над дочерью. Язычник Диоскур согласился стать палачом своей дочери: он обезглавил Варвару. Позднее Диоскура и правителя Мартиана постигло возмездие, оба они были сожжены молнией.
Вместе со святой Варварой была казнена святая Иулиания, открыто объявившая себя христианкой во время пыток святой Варвары.

## История мощей святой Варвары
В XIX веке французские археолог М. Л. Лаланн и писатель Ж. О. С. Коллен де Планси насчитывали три тела (в Египте, в Венеции и в Пьяченце) и две головы, находящиеся в разных местах, которые выдавались за мощи Варвары. Помимо этого, во множестве других церквей существовало огромное количество останков, выдаваемых за мощи Варвары; из-за чего Планси иронично писал о том, что количество мощей так велико, что для перевозки их потребовалось бы несколько шестиконных экипажей. Кроме того, согласно преданию, когда Варваре отрезали голову, из ран текло вместо крови молоко, и в некоторых монастырях, особенно в Италии, показывали склянки, наполненные молоком святой Варвары.
По преданию, в VI веке мощи святой великомученицы Варвары были перенесены в Константинополь. В 1108 году царевна Варвара Комнина, дочь византийского императора Алексея Комнина, перед отъездом на Русь попросила в дар у своего отца целебные мощи. Муж её, великий князь Святополк Изяславич (в крещении — Михаил), выстроивший годом ранее в Киеве каменную церковь, с почестями положил там целебные мощи великомученицы и основал Михайловский Златоверхий мужской монастырь. Во время нашествия Батыя мощи были сокрыты, а затем вновь возвращены на прежнее место (историки оспаривают некоторые факты: у Алексея Комнина не было дочери по имени Варвара, а женой Святополка, чьё имя неизвестно, скорее всего, была дочь чешского князя).

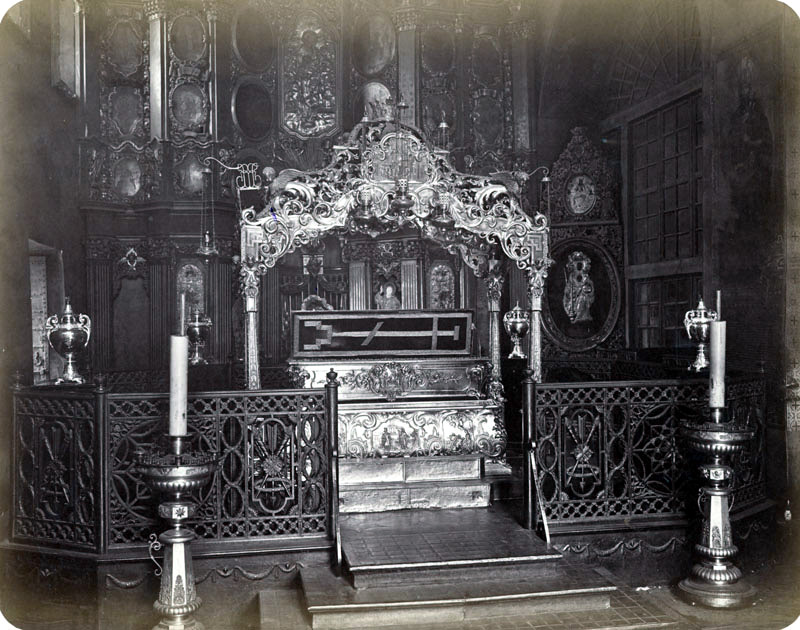
Рака с мощами св. Варвары в Златоверхом монастыре, фото 1872 года

В 1644 году при киевском митрополите Петре Могиле часть перста великомученицы была дана канцлеру Польского королевства Георгию Оссолинскому. В те же времена левая рука, находившаяся долгое время в Греции, была перенесена в город Луцк, где положена в монастырской церкви в честь Воздвижения Креста Господня. В 1650 году великий гетман литовский Януш Радзивилл, взяв приступом Киев, получил две частицы мощей от перстов и от ребра святой. Часть от перстов досталась его жене, а затем киевскому митрополиту Иосифу Тукальскому, а после его смерти попала в город Батурин, в монастырь Николая Чудотворца, где мощи благоговейно почитались как источающие чудесные исцеления.
В 1656 году киевский митрополит Сильвестр передал часть мощей антиохийскому патриарху Макарию.
В начале XVIII века киевским митрополитом Иоасафом (Кроковским) был составлен акафист святой великомученице Варваре, который и поныне поётся пред её святыми мощами.
При разрушении Златоверхого Михайловского монастыря в 1930-х годах мощи святой Варвары были изъяты и переданы в музей. Ныне они покоятся во Владимирском соборе в Киеве, принадлежащем Православной церкви Украины.
Левая стопа святой находится в Свято-Варваринском соборе г. Эдмонтон (Канада), — она была вывезена из Киева в 1943 году епископом Пантелеимоном (Рудыком), который с 1952 года служил в Канаде.

## Почитание

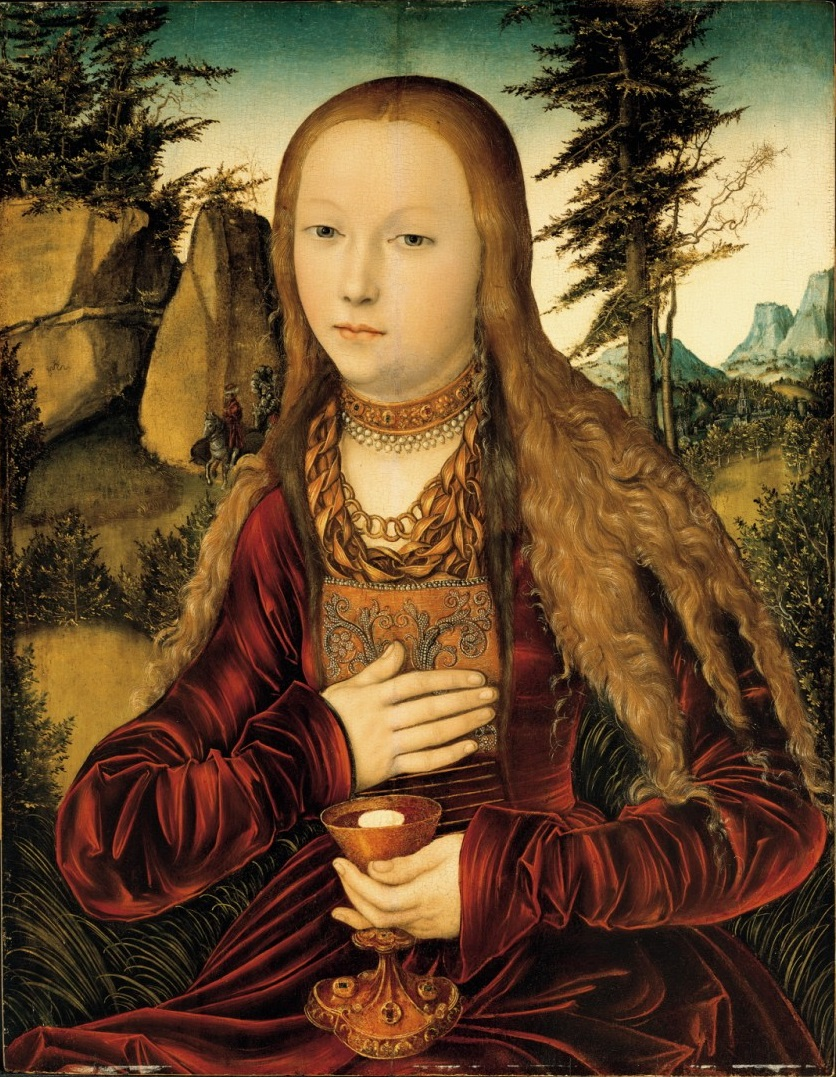
Святая Варвара в изображении Лукаса Кранаха-старшего

- Святая Варвара изображена на картине Рафаэля «Сикстинская Мадонна»[7].
- Святая Варвара изображена на гербе города Форст в Германии.
- Святая Варвара изображена на гербе города Струмень в Польше.
- Святая Варвара изображена на гербе посёлка Власиха в Московской области.
- В римско-католической церкви святой Варваре приписывается, кроме дара спасать от внезапной и насильственной смерти, ещё дар спасать от бури на море и от огня на суше; она с древних времён считается католиками также покровительницей артиллерии, видимо, от первых артиллеристов из Италии и русские бомбардиры унаследовали традицию её особого почитания частным образом. В 1995 году святая Варвара была объявлена небесной покровительницей также Ракетных войск стратегического назначения России. Но объясняется это не заимствованием у католиков, а тем, что Ракетные войска стратегического назначения были образованы 17 декабря 1959 года, и когда встал вопрос о святом покровителе ракетчиков, была выбрана святая великомученица Варвара, чьё празднество в православии также приходится на 17 декабря. Святая великомученица Варвара также является небесной покровительницей ракетчиков, артиллеристов, миномётчиков и других видов вооружённых сил и родов войск России. Покровительница пожарных, горняков, альпинистов и садоводов[8].
- В Испании есть пословица «Nadie se acuerda de santa Bárbara hasta que truena» («Никто не вспомнит святую Варвару, пока не грянет гром», русский аналог — «Пока гром не грянет, мужик не перекрестится»)[9].
- Телесериал «Санта-Барбара», как и одноимённый город в Калифорнии, названы в честь Святой Варвары.

Герб города Форст
Герб города Струмень
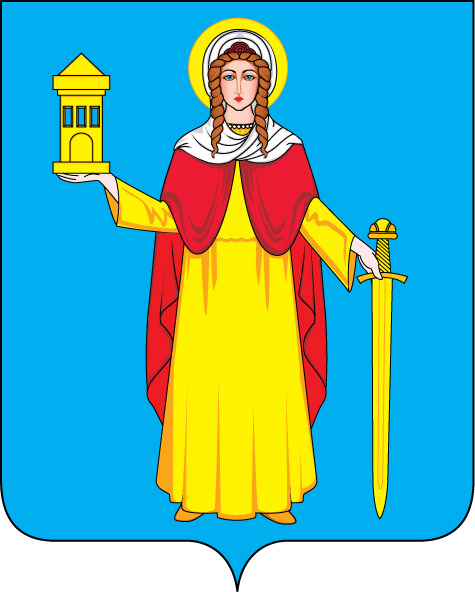
Герб посёлка Власиха